# Tityus riverai
Espèce
Tityus riverai est une espèce de scorpions de la famille des Buthidae.

## Distribution
Cette espèce est endémique de Porto Rico.

## Description
Les mâles mesurent de 47 à 52 mm et la femelle 53 mm.

## Étymologie
Cette espèce est nommée en l'honneur de Mel José Rivera Rodríguez.

## Publication originale
- Teruel & Sánchez, 2009 : « Una nueva especie de Tityus del grupo "crassimanus" (Scorpiones: Buthidae) de Puerto Rico. » Boletín de la Sociedad Entomológica Aragonesa, no 45, p. 329-333 (texte intégral).